# Renate Brunswicker

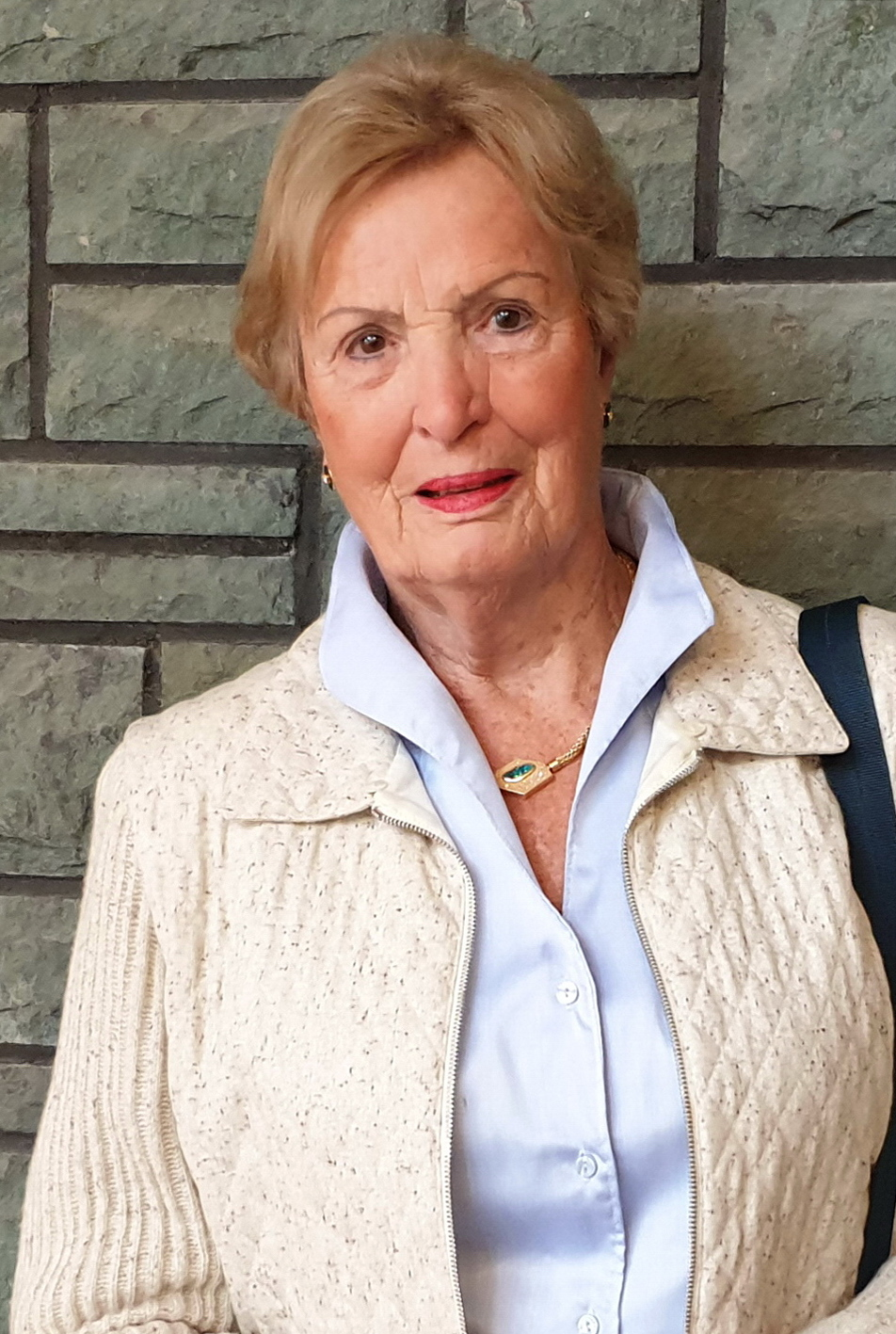
Renate Brunswicker (2019)

Renate Brunswicker (* 11. Oktober 1941 in Iserlohn) ist eine deutsche Politikerin (CDU) und ehemaliges Mitglied des Landtags von Nordrhein-Westfalen.

## Ausbildung und Beruf
Nach der Volksschule und dem Gymnasium besuchte Renate Brunswicker eine private Handelsschule. Von 1957 bis 1960 absolvierte sie eine Lehre als Industriekauffrau und ein Abendstudium für Englisch mit Übersetzerprüfung. Von 1960 bis 1962 folgte ein Sprachstudium in Paris. Von 1962 bis 1963 war sie als Exportleiterin tätig. Von 1963 bis 1964 folgte ein weiteres Sprachstudium in New York. Seit 1975 ist Brunswicker Inhaberin einer Fremdsprachenschule.

## Politik
Renate Brunswicker ist seit 1969 Mitglied der CDU. Von 1981 bis 1985 war sie Vorsitzende des Stadtverbandes Iserlohn der Frauen-Union und ab 1985 Ortsvereinsvorsitzende in Iserlohn. Von 1969 bis 2014 saß sie im Rat der Stadt Iserlohn und amtierte von 1989 bis als 1994 CDU-Fraktionsvorsitzende. Von 1994 bis 2009 war Brunswicker 1. stellvertretende Bürgermeisterin der Stadt Iserlohn.
Nachdem sie bei Wahl zum 12. Landtag von Nordrhein-Westfalen am 14. Mai 1995 den Einzug in den Landtag auf Platz 62 der CDU-Landesliste verpasst hatte, erwarb Brunswicker die Mitgliedschaft als Nachrückerin am 28. November 1995 für den ausgeschiedenen Abgeordneten Jörg Twenhöven. Zur Wahl des 13. Landtags am 14. Mai 2000 kandidierte sie erfolglos auf Platz 78 der CDU-Landesliste und schied mit dem Ende der 12. Wahlperiode am 1. Juni 2000 aus dem Landtag aus.